# Eddie Condon
Albert Edwin Condon, mer känd som Eddie Condon, född 16 november 1905 i Goodland i Indiana, död 4 augusti 1973 i New York i New York, var en amerikansk jazzmusiker, banjospelare, gitarrist och bandledare. Condon är även känd som en av de ledande musikerna inom den tidiga Dixielandjazzen. Delvis uppvuxen, och senare även som yrkesutövande musiker baserad i Chicago, Illinois tillhörde Condon den s.k. Chicago-skolan av Dixielandmusiken. 

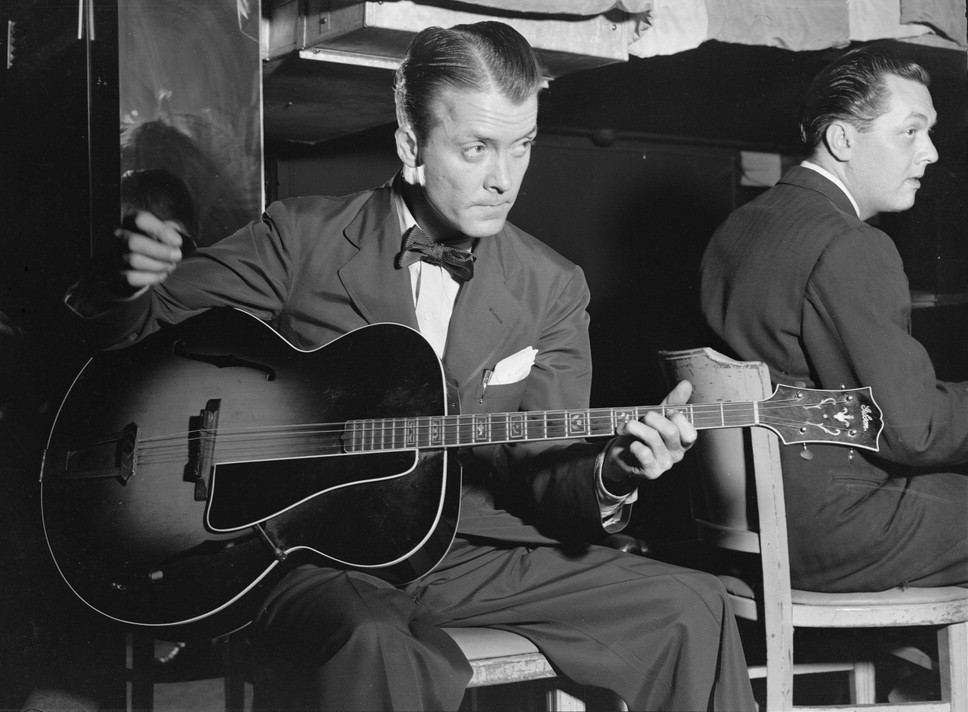
Eddie Condon (Gottlieb 01651).

## Biografi
Condons yrkeskarriär som musiker började 1921 och han tillbringade större delen av 1920-talet i Chicago, där han spelade med andra storheter inom jazzen såsom Bix Beiderbecke, Jack Teagarden och Frank Teschemacher.
År 1928 flyttade Condon till New York där han arbetade med att arrangera jazz-spelningar för olika skivbolag. Flertalet av spelningarna var s.k. rasintegrerade, vilket var ovanligt under den aktuella tidsperioden, och Condon spelade tillsammans med svarta musiker som bl.a. Louis Armstrong, Henry 'Red' Allen och Fats Waller.
Mellan det sena 1930-talet och mitten av 1940-talet hade Condon veckovisa spelningar på Manhattan jazz-klubben "Nick's". Den särskilda typ av Dixieland-musik som utvecklades under den här perioden av Condon och hans musiker-kollegor fick sedermera namnet "Nicksieland". Mellan 1944 och 1945 gjorde Condon en serie populära jazz-radiosändningar från New Yorks Town Hall. Dessa sändningar finns kvar än idag och ägs numera av skivbolaget Jazzology.
År 1945 öppnade Condon sin egen jazzklubb "Eddie Condon's". Klubben stängdes inte förrän 1967. Under 1950-talet gjorde Condon en rad album-inspelningar för Columbia Records. De musiker som var involverade i dessa inspelningar och även på Condons egen jazz-klubb inkluderade bl.a. Wild Bill Davison, Bobby Hackett, Billy Butterfield, Edmond Hall, Peanuts Hucko, Pee Wee Russell, Bob Wilber, Cutty Cutshall, Lou McGarity, George Brunies, Bud Freeman, Gene Schroeder, Dick Cary, Ralph Sutton, Bob Casey, Walter Page, Jack Lesberg, Al Hall, George Wettling, Buzzy Drootin och Cliff Leeman.
Condons biografi från 1948 innehåller många intressanta och underhållande anekdoter om musiker som Condon arbetat med. Han utkom även med "Treasury of Jazz" 1956. Condons sista turné var Japan och Australien-turnén 1964.